# Krainer Tollkraut
Das Krainer Tollkraut (Scopolia carniolica, Syn.: Hyoscyamus scopolia) ist eine Pflanzenart aus der Gattung Tollkraut (Scopolia) in der Familie der Nachtschattengewächse (Solanaceae).

## Merkmale

### Vegetative Merkmale
Das Krainer Tollkraut ist eine ausdauernde Pflanze, die Wuchshöhen von 20 bis 60 Zentimeter erreicht. Die Pflanze entwickelt einen waagrechten Wurzelstock, der bis 12 Zentimeter lang und bis 5 Zentimeter dick werden kann. Der Stängel ist gabelig verästelt, etwas fleischig und kahl oder zerstreut behaart. Die Blätter sind gestielt, verkehrt eiförmig, etwa 12 bis 18 Zentimeter lang und 4 bis 9 Zentimeter breit. Sie sind ganzrandig oder schwach gebuchtet und kahl.

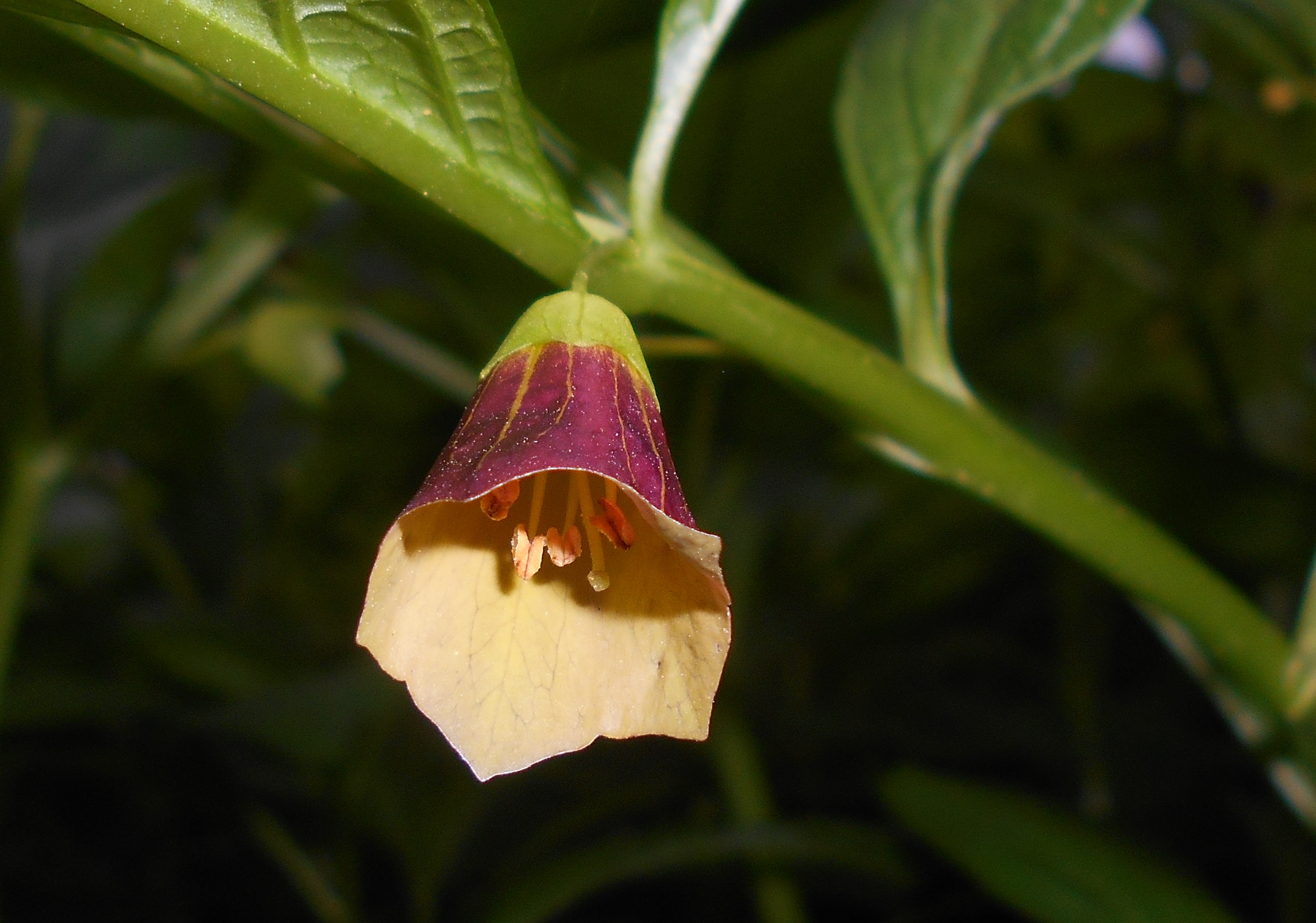
Blüte

### Generative Merkmale
Die Blüten stehen einzeln, achselständig, sie sind an mehr oder weniger langen Stielen nickend. Der Kelch ist glockig unnd besitzt 5 stumpfe, im Umriss dreieckige Zähne. Die Krone ist röhrig-glockig, 2 bis 3 Zentimeter lang, hat einen Durchmesser von 1 bis 1,5 Zentimeter und ist mehr als doppelt so lang wie der Kelch. Außen ist sie dunkel braunviolett bis rötlichviolett gefärbt, innen gelblich bis braungrün. Die Kronzipfel sind kurz und wenig auffällig. Die Antheren sind groß und gelblich. Die Frucht ist eine zweifächrige mit einem Deckel aufspringende Kapsel. Die Samen sind 3 bis 4 Millimeter lang, braungelb und höckerig. Blütezeit ist von April bis Mai.
Die Chromosomenzahl beträgt 2n = 46.

## Pharmakologie
Das Krainer Tollkraut enthält in den Blättern 0,2–0,4 % und in den Wurzeln bis zu 0,5 % Alkaloide. Hauptalkaloid ist das Hyoscyamin, daneben kommen unter anderen L-Scopolamin, Cuskhygrin und Tropin vor. Außerdem können die Cumarine Scopolin und Scopoletin sowie Chlorogensäure nachgewiesen werden. Die höchste Konzentration an Wirkstoffen liegt zu Beginn der Blütezeit und während der Fruchtentwicklung vor. Durch die Inhaltsstoffe ist das Krainer Tollkraut als stark giftige Pflanze anzusehen. Infolge oraler Aufnahme von Pflanzenteilen kommt es zu Vergiftungserscheinungen mit Erbrechen, Gesichtsrötung, Mundtrockenheit, Mydriasis (Pupillenerweiterung) und bei höheren Dosen zeigen sich eine delirant halluzinogene Wirkung sowie zentralnervöse Symptome mit Krämpfen, Seh- und Sprachstörungen. Der Tod kann durch Atemlähmung verursacht werden. Eine lebensbedrohliche Konzentration an Giftstoffen wird bei Erwachsenen mit einer Aufnahme von ca. 3 mg Alkaloide erreicht, bei Kindern wurden letale Intoxikationen bereits nach einer Aufnahme von ca. 2 mg Alkaloide verzeichnet.

## Vorkommen
Das Krainer Tollkraut kommt in Südost-Europa in Laubwäldern, Gebüschen und Staudenfluren vor, auch in Gebirgslagen. Das Verbreitungsgebiet umfasst die Länder Österreich, Polen, Tschechien, Slowakei, Ungarn, Litauen, Moldawien, die Ukraine, Kroatien, Italien, Slowenien, Serbien, Rumänien, Georgien und das Kaukasusgebiet. Die Art steigt bis etwa 1000 Meter Meereshöhe auf.

## Ökologie
Blütenbiologisch ist das Krainer Tollkraut eine proterogyne Hummelblume. Der Nektar wird in der Blüte von einem Ring unterhalb des Fruchtknotens abgesondert. Die Braungelbe Grabbiene (Andrena fulva) wurde als Bestäuberin beobachtet.

## Nutzung
Das Krainer Tollkraut wird zerstreut als Zierpflanze in Staudenbeeten genutzt. Es ist spätestens seit dem 18. Jahrhundert in Kultur. Als Zierpflanze gelangte sie 1780 in englische Gärten.
Früher wurde die Pflanze als Genusspflanze (z. B. als Getränkezusatz, durch Rauchen) sowie volksmedizinisch bei rheumatischen Erkrankungen, Zahnschmerzen, Koliken, Schlafstörungen und Aphrodisiakum verwendet. Vermutlich fand es außerdem Verwendung in Hexensalben. Der Industrie dient das Krainer Tollkraut zur Gewinnung von L-Hyoscyamin bzw. Atropin.

## Bilder

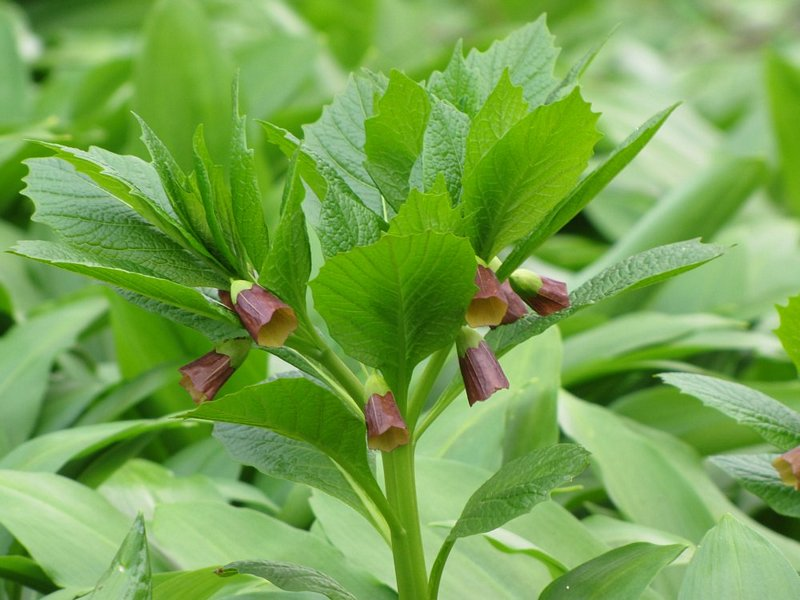
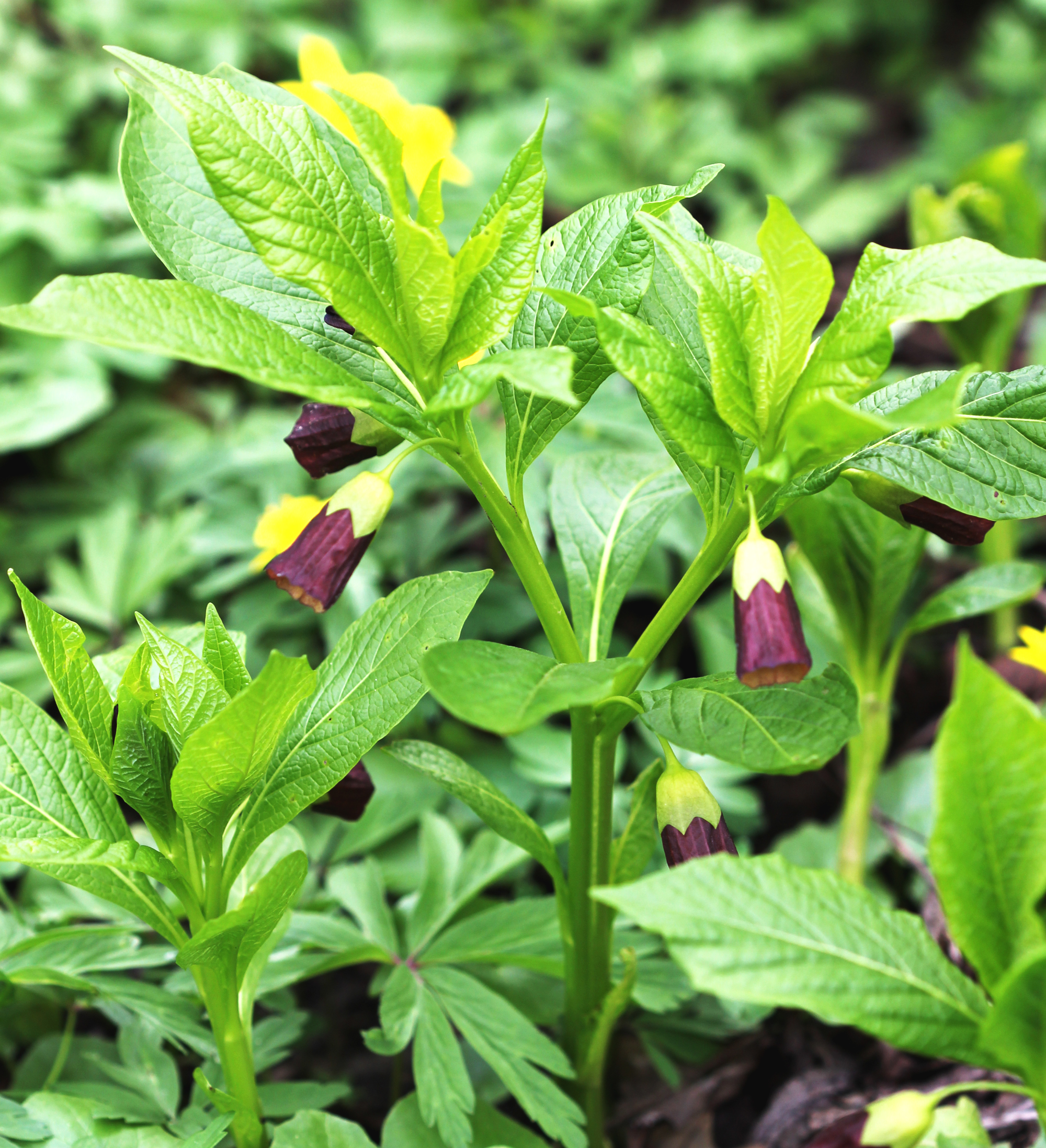
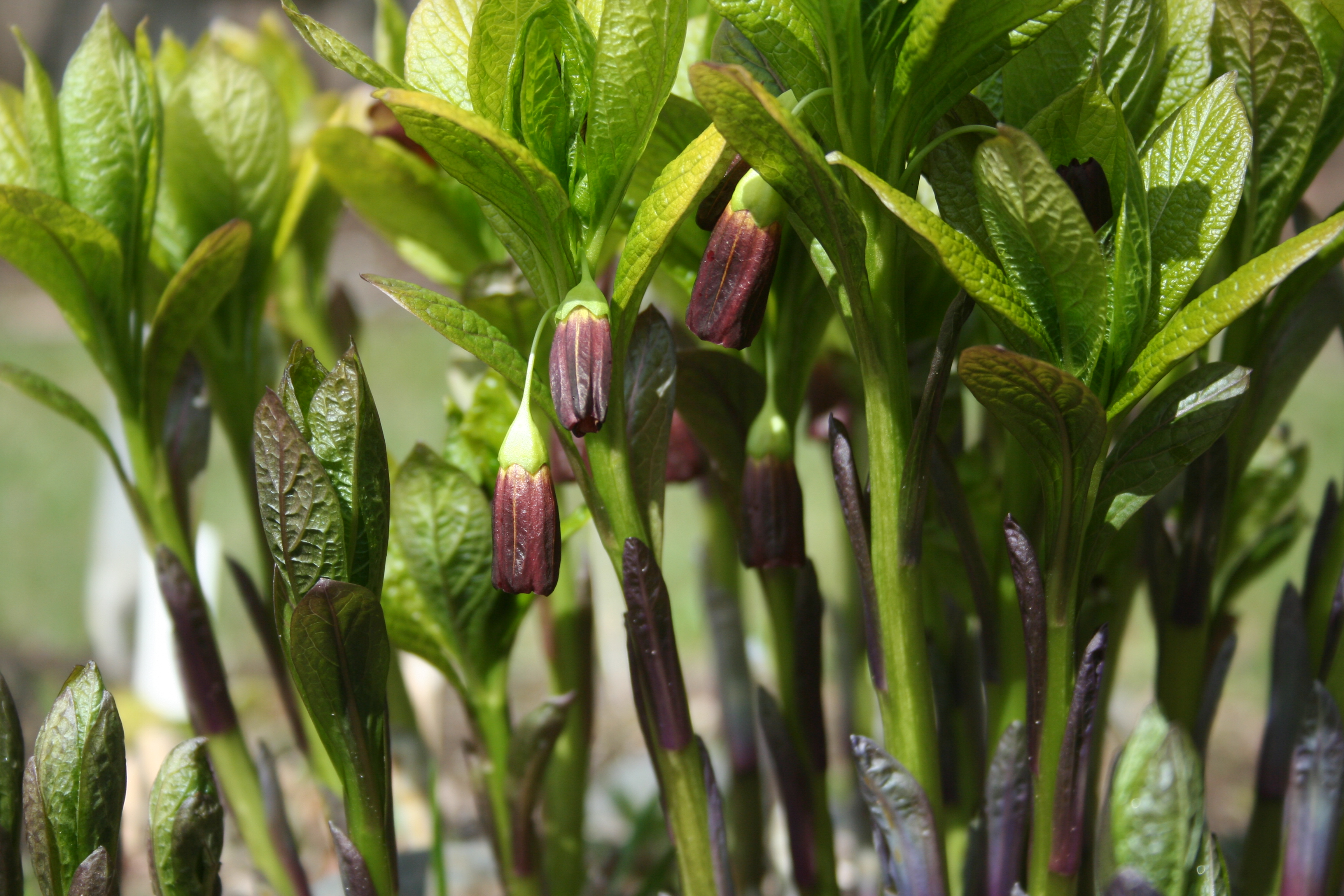
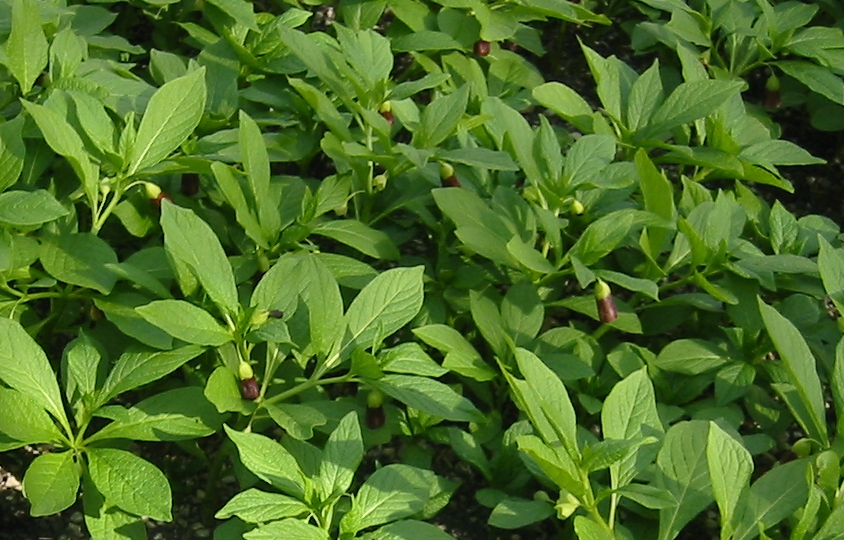
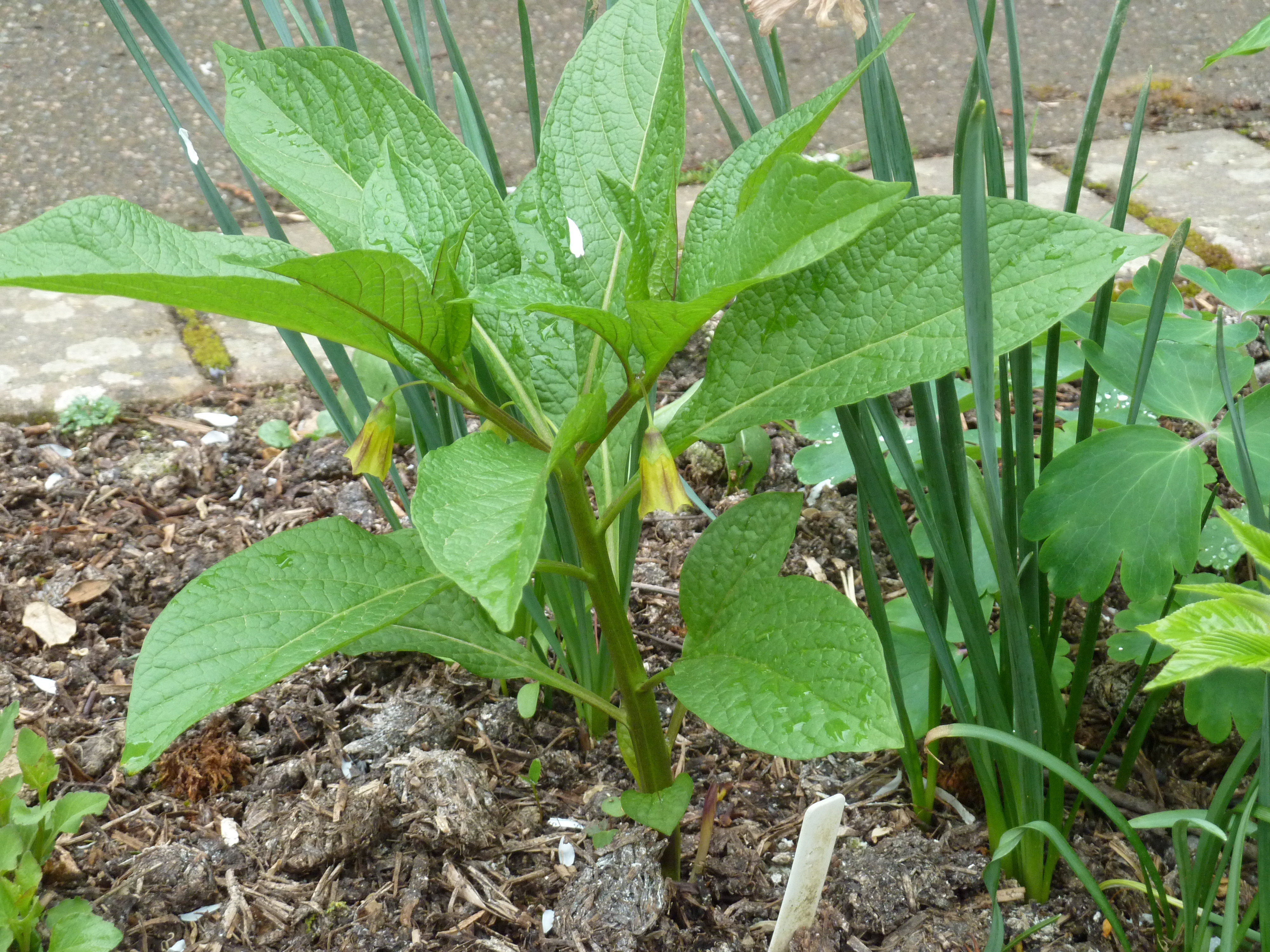

## Belege